# استان آغری
استان آغری (ترکی استانبولی: Ağrı ili, کردی: Parêzgeha Agiriyê‎; ارمنی: Քարբեր մարզ) یکی از استان‌های ترکیه است که دارای مرکزی به همین نام است. ساکنان این استان را کردها و اقلیتی از آذری‌ها تشکیل می‌دهند.
مساحت آن ۱۱٬۰۹۹ کیلومتر مربع و جمعیت آن ۵۱۰٬۶۲۶ نفر (۲۰۲۲) است. این استان در قدیم بخشی از ارمنستان غربی و بخشی از استان باستانی آیرارات در ارمنستان بزرگ بوده است. پیش از نسل‌کشی ارمنی‌ها، استان آغری امروزی بخشی از شش ولایت ارمنی بود.

## شهرستان‌ها

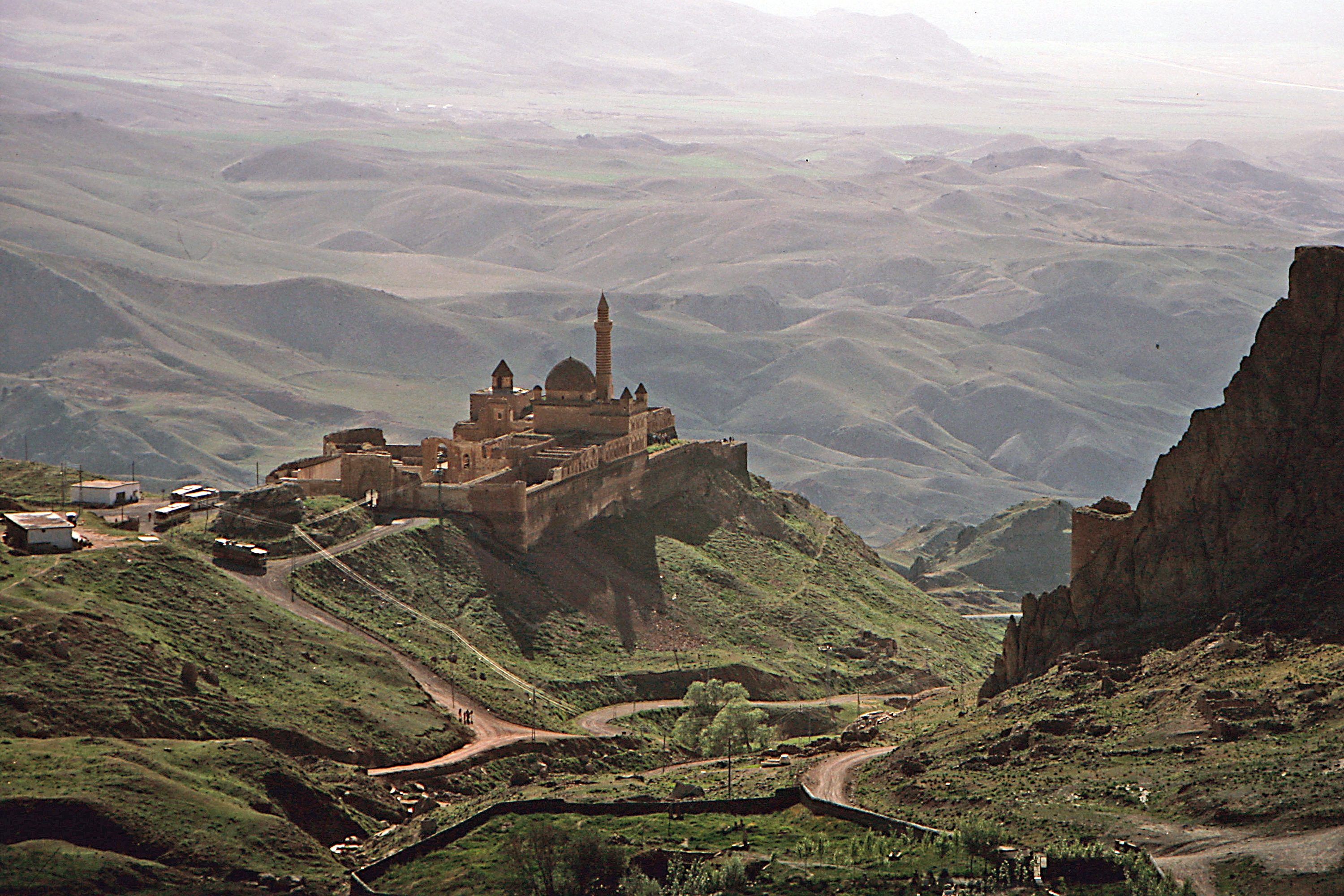
سرای اسحاق پاشا

استان آغری به هشت شهرستان تقسیم شده است (مرکز استان با حروف درشت):
- آغری
- دیادین
- دغوبایزید
- الشکیرت
- هامور
- پاتنوس
- تاش‌لی‌چای
- توتک

## جغرافیا
استان آغری از شمال به کوه‌های آراس محدود می‌شود. آغری به نام کوه آرارات که در نزدیکی آن قرار دارد نامگذاری شده است، کوهی آتشفشان چینه‌ای با ارتفاع ۵٬۱۳۷ متر (۱۶٬۸۵۴ فوت) که بلندترین کوه ترکیه و نمادی ملی برای مردم ارمنی (نگاه کنید به ارمنستان غربی) است. می‌توان از اینجا به قله این کوه صعود کرد و بخش‌هایی از جمهوری آذربایجان، ایران، گرجستان و ارمنستان را از فراز آن دید. نزدیکترین شهر به این کوه دغوبایزید است.
۴۶٪ از استان کوهستانی، ۲۹٪ دشت، ۱۸٪ فلات و ۷٪ علفزار مرتفع است. علاوه بر آرارات، قله‌های بسیاری با ارتفاع بیش از ۳۰۰۰ متر از جمله کوه کوسه‌داغ، آلاداغلار و کوه تندورک وجود دارد. دشت‌ها حاصلخیز هستند و با رسوبات آتشفشانی پوشیده شده‌اند و برای کشت غلات و چراگاه استفاده می‌شوند. شاخه‌های مختلف ارسناس (که بعداً به فرات می‌ریزد) از این منطقه عبور می‌کنند و این دشت‌ها را آبیاری می‌کنند. علفزارهای مرتفع برای چراگاه استفاده می‌شوند.
آب و هوای اینجا بسیار سرد است (میانگین دما در زمستان حدود -۱۰ درجه سانتیگراد (۱۴ درجه فارنهایت) است) و دامنه کوه‌ها عمدتاً برهنه است. تعدادی گذرگاه و مسیر مهم از میان کوه‌ها وجود دارد.

## تاریخچه
فلات آغری تا زمان انتقال آن به ارمنستان بزرگ تحت کنترل اورارتو بود. این منطقه به عنوان دروازه‌ای بین شرق و غرب مورد توجه بسیاری بود. بارها توسط امپراتوری آشور، هخامنشیان، یونانی‌ها، روم باستان، امپراتوری بیزانس، مردم عرب، مردم گرجی، مغول، ایرانیان و در نهایت توسط دودمان سلجوق و امپراتوری عثمانی فتح شد.
اولین مسلمانان در این منطقه خلافت عباسی در سال ۸۷۲ بودند. قبایل ترک پس از شکست سپاه امپراتوری بیزانس در ملازگرد در سال ۱۰۷۱، که گاهی توسط مغول تعقیب می‌شدند، شروع به عبور از این منطقه در تعداد زیادی کردند. این سرزمین توسط سلطان سلیم یکم پس از جنگ چالدران به امپراتوری عثمانی وارد شد. این منطقه در زمان امپراتوری عثمانی بخشی از ولایت ارضروم بود. این ناحیه تا پیش از سال ۱۹۳۲ مورد مناقشه میان ایران و ترکیه بود که با انعقاد پیمان سعدآباد در دوره پهلوی این استان به همراه آرارات کوچک به ترکیه واگذار شد و ایران حاکمیت بر منطقه قطور را بدست آورد.

### بازرسی‌های کل

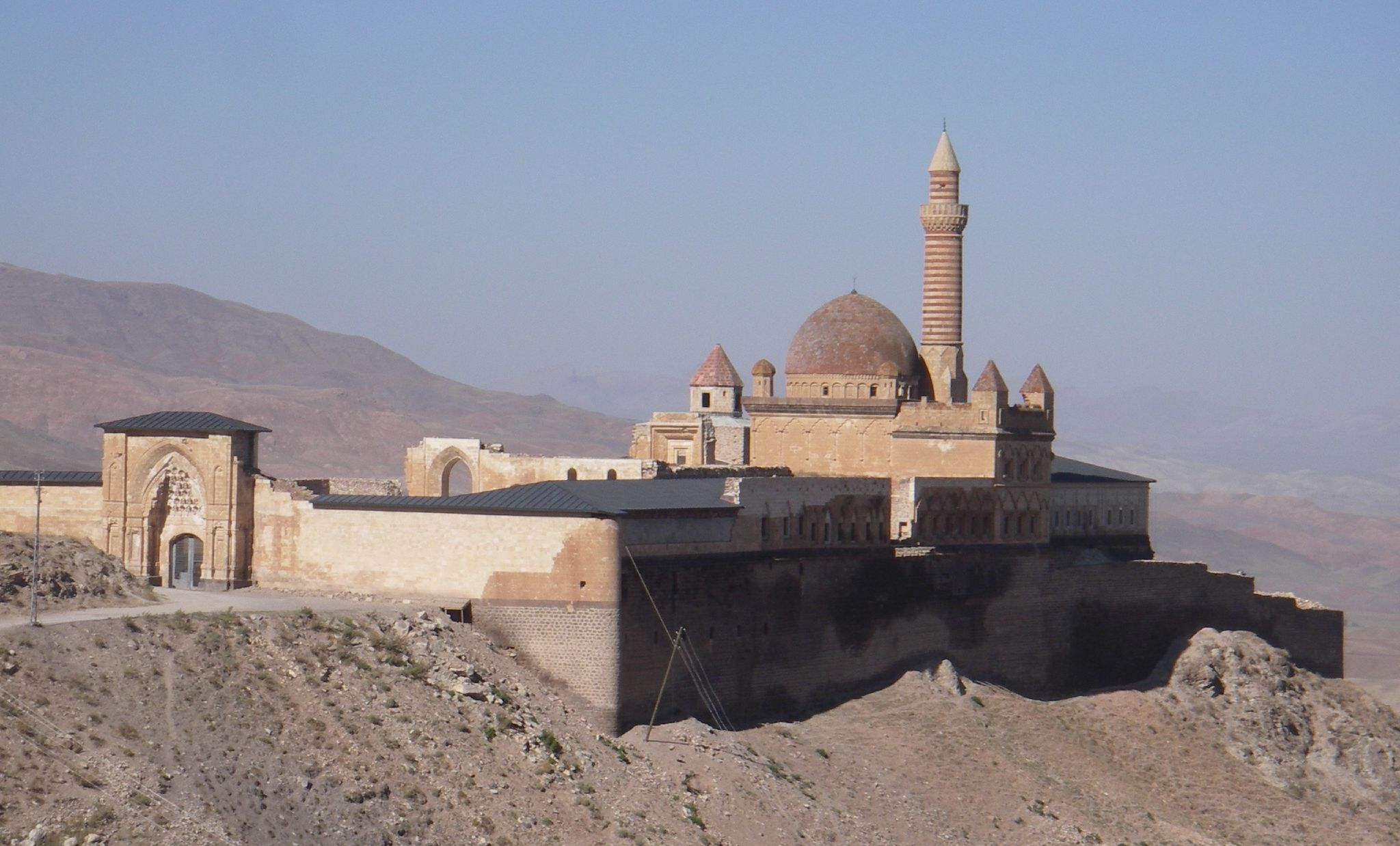
سرای اسحاق پاشا در شهرستان دغوبایزید استان آغری، نمای دور ۲۰۰۶.

در اواخر دهه ۱۹۲۰، در تلاش برای مهار شورش آرارات، این استان در اولین بازرسی کل (ترکی استانبولی: Birinci Umumi Müfettişlik) که شامل استان‌های استان ماردین، استان دیاربکر، استان وان، استان الازیغ، استان بیتلیس، استان حکاری، استان شانلی‌اورفه و استان سعرد می‌شد، قرار گرفت.
در سپتامبر ۱۹۳۵، این استان به سومین بازرسی کل (Umumi Müfettişlik, UM) منتقل شد. سومین UM استان‌های ارزروم، آرتوین، ریزه، ترابزون، قارص گوموش‌خانه، ارزنجان و آغری را در بر می‌گرفت. این استان توسط یک بازرس کل مستقر در شهر ارزروم اداره می‌شد. بازرسی کل در سال ۱۹۵۲ در زمان دولت حزب دموکرات منحل شد.

## آغری امروز
اقتصاد عمدتاً کشاورزی است. مردم همچنین از طریق پرورش دام امرار معاش می‌کنند. آغری در تابستان گردشگران را برای کوهنوردی و پیاده‌روی و در زمستان برای اسکی به کوهستان جذب می‌کند. مکان‌های دیدنی عبارتند از:
- سرای اسحاق پاشا در دوغوبایزید
- کوه تندورک در دوغوبایزید با آنچه که برخی ادعا می‌کنند دومین دهانه برخوردی بزرگ در جهان است
- آزناورتپه در پاتنوس
- مقبره احمد خانی، نویسنده حماسه کردی مم و زین

## جمعیت‌شناسی
| شهرستان    | مجموع   | شهری    | روستایی |
| ---------- | ------- | ------- | ------- |
| آغری       | ۱۵۰٬۲۶۳ | ۳۱۰٬۸۹۶ | ۲۲۴٬۵۳۹ |
| پاتنوس     | ۱۲۳٬۲۰۳ | ۶۳٬۷۸۶  | ۵۹٬۴۱۷  |
| دوغوبایزید | ۱۲۰٬۳۲۰ | ۸۰٬۶۰۷  | ۳۹٬۳۳۴  |
| دیادین     | ۴۱٬۷۸۹  | ۲۰٬۳۸۷  | ۲۰٬۸۸۹  |
| الشکیرت    | ۳۲٬۳۱۶  | ۹٬۹۶۹   | ۲۲٬۳۴۷  |
| توتک       | ۲۹٬۹۸۷  | ۷٬۰۱۸   | ۲۲٬۹۶۹  |
| تاش‌لی‌چای   | ۲۰٬۰۲۸  | ۶٬۱۸۰   | ۱۳٬۸۴۸  |
| هامور      | ۱۷٬۹۰۸  | ۳٬۲۹۳   | ۱۴٬۶۱۵  |
| استان      | ۳۱۰٬۸۹۶ | ۲۲۴٬۵۳۹ |         |